# Cartoon
La paraula anglesa cartoon (caricatura) té diversos significats, en funció de certes formes molt diferents d'arts visuals i d'il·lustració. Son historietes, vinyetes o vinyetes de premsa. Els artistes que dibuixen vinyetes o historietes es coneixen com a vinyetistes, ninotaires o dibuixants de còmic (cartoonists en anglès).
El terme ha evolucionat amb el temps. El significat original es trobava en l'art, on cartoon («cartó», en català) significava un dibuix preparatori per a una obra d'art, com una pintura o tapís. El significat modern es refereix tant a les il·lustracions humorístiques impreses i en pel·lícules d'animació. Fins i tot més recentment, hi ha diversos significats contemporanis, inclòs el treball creatiu visual per als mitjans electrònics i mitjans digitals d'animació. Quan la paraula «cartoon» s'aplica als mitjans impresos, més sovint es refereix a un únic dibuix humorístic, la majoria dels quals tenen llegendes tipogràfiques en comptes de globus de diàleg. «Cartoon» és de vegades utilitzat per referir-se a una tira còmica, i també pot referir-se a una il·lustració humorística de ficció o no ficció publicada en diaris i revistes.
Disney, Warner Bros. i Hanna-Barbera originals famosos personatges de dibuixos animats més importants, inclosos Ratolí Mickey, Winnie the Pooh, Looney Tunes, Els Picapedra i Scooby-Doo.

## Tipus de cartoons

### Cartóns per a una obra d'art

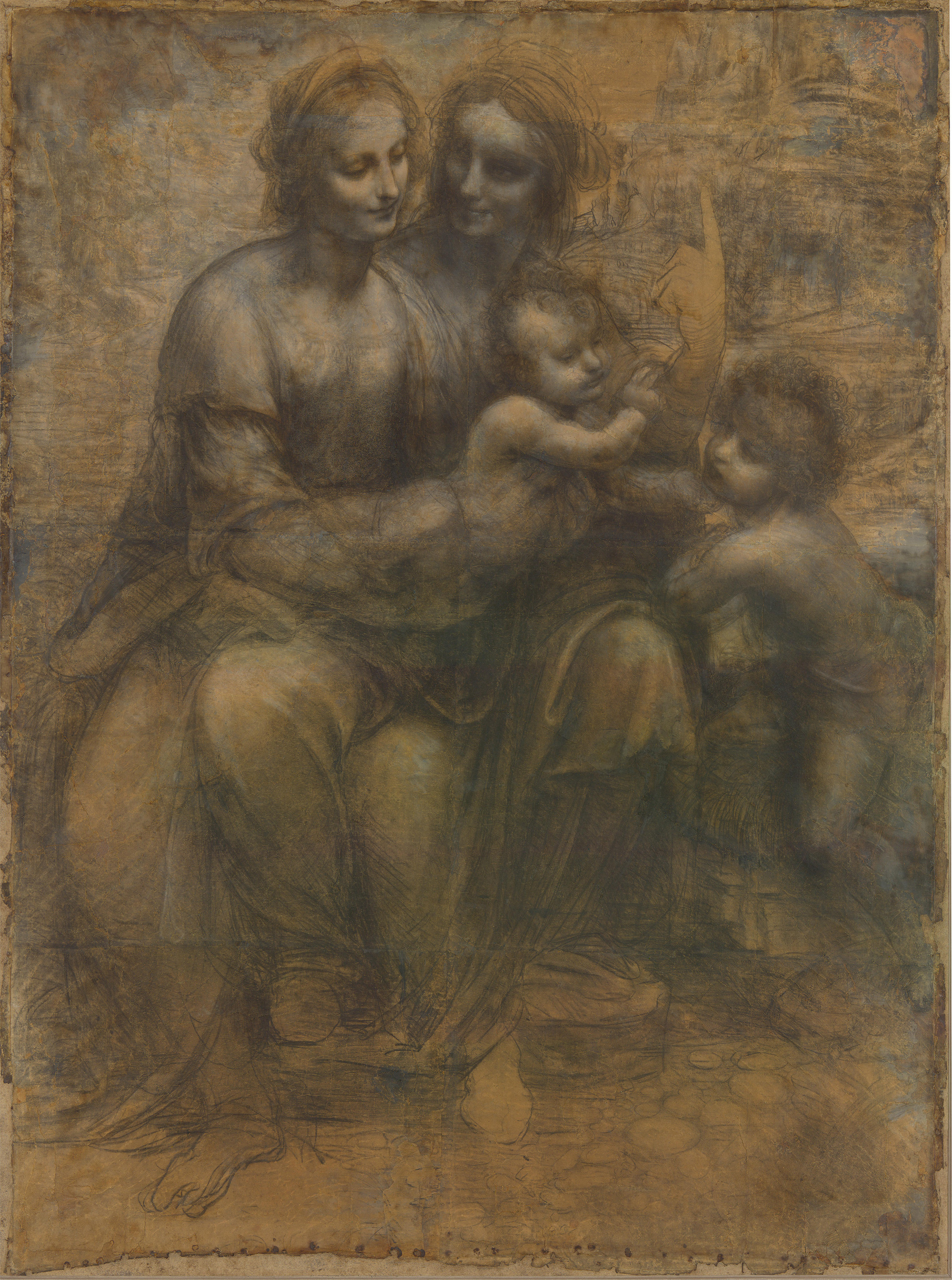
Un cartó d'una pintura a l'oli de Leonardo da Vinci.

L'accepció més antiga és un dibuix preparatori a escala natural per a una pintura al fresc o tapís. El cartó va ser posat contra la paret i el seu disseny va ser marcat a l'enguixat de la paret. Dibuixos també es van fer per dissenyar tapissos. Els cartós més famosos són un conjunt de Rafael, que mostren la «Vida de Sant Pere». Els cartós estan al Victoria and Albert Museum. Els tapissos acabats pertanyen al Vaticà i van ser fets per a la Capella Sixtina.

### Cartoons polítics
Durant els anys 1700, artistes com William Hogarth sovint feien dibuixos humorístics sobre temes polítics, com la pobresa, les eleccions, la guerra i disturbis. Els dibuixos es convertien en impressions i es venien a baix preu. Aquestes còpies no s'anomenaven cartoons en aquella època, però van conduir a la idea moderna de caricatures polítiques als diaris.
Avui en dia molts diaris publiquen una caricatura política diferent, tots els dies. La paraula «cartoon» va ser utilitzada per primera vegada d'aquesta manera el 1843 en una revista anglesa anomenada Punch.
Una caricatura política no mostra sempre gent. A vegades pot mostrar un país com una persona, un animal, un monstre o un nadó. Per exemple, la Gran Bretanya podria ser mostrada com una dona amb un nadó Austràlia als seus braços. Rússia es podria mostrar com un os. Els Estats Units es podrien mostrar com un pigarg americà.

### Retrats còmics

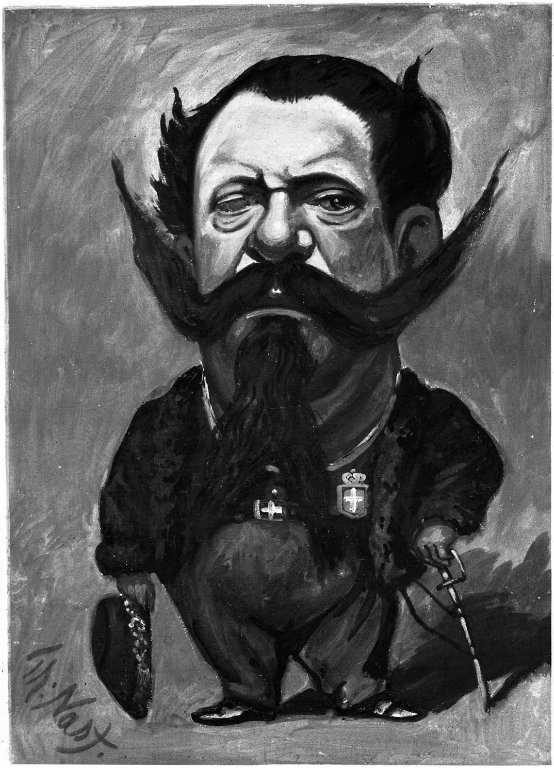
Caricatura del rei Víctor Manuel II per Thomas Nast.

Caricatures polítiques sovint mostraven polítics reals o altres personatges famosos. Una manera de fer fàcils de reconèixer aquests personatges era fer més grans o més petits algunes de les seves característiques. Així, si un polític tenia un nas rodó i un gran mentó, llavors l'artista faria el més rodó el nas i més gran el mentó. Hi ha molts artistes de còmics moderns que fan «retrats còmics» o «caricatures».

### Tires còmiques

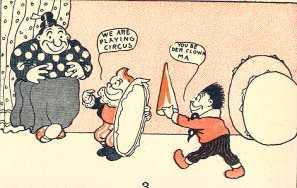
«The Katzenjammer Kids» (1901).

Caricatures polítiques es dibuixaven sovint per mostrar el resultat de diverses etapes diferents de la mateixa història. Moltes de les famoses caricatures polítiques d'Hogarth fan això. D'aquí va venir la idea contar històries divertides en una sèrie d'imatges. Les tires còmiques són un tipus de dibuixos animats que es publiquen en diaris, però s'anomenen normalment com tires còmiques. Algunes de les primeres tires còmiques són The Katzenjammer Kids (1897) i Ginger Meggs (1921). A vegades representen animals com Garfield. Posteriorment, les tires còmiques des de la dècada del 1950 mostren superherois com Superman i El Fantasma.

### Webcòmics
Les tires còmiques publicades a Internet són els webcòmics. Encara que la majoria dels webcòmics s'assemblen a les tires còmiques, moltes webcòmics utilitzen la nova tecnologia d'Internet. Alguns utilitzen l'animació i so per a efectes especials. Alguns webcòmics, ocupen un espai molt més gran que els diaris voleu imprimir, i la majoria ofereix una gran col·lecció de tires anteriors per als nous lectors, de manera que ja es pot contar històries més llargues. Molts webcòmics es publiquen per artistes independents.

### Pel·lícules, sèries de televisió i curts de dibuixos animats
Des del començament de la indústria cinematogràfica, alguns artistes van començar a experimentar amb dibuixos que semblaven moure's. Aquests dibuixos en moviment es van tornar coneguts com a «dibuixos animats». Sovint representen animals en lloc dels éssers humans. Eren sovint només per diversió, però de vegades, sobretot durant la Segona Guerra Mundial, van ser utilitzats per raons polítiques, igual que les caricatures als diaris. Disney, Warner Bros. i Paramount Pictures van fer dibuixos animats famosos. Personatges famosos de dibuixos animats són Fèlix el gat (1919), Ratolí Mickey (1928), Popeye (1929), Betty Boop (1930), Looney Tunes (1930), Merrie Melodies (1931), Porky Pig (1935), Ànec Daffy (1937), Bugs Bunny (1940), Tom i Jerry (1940), Woody Woodpecker (1940), Rocky i Bullwinkle (1959), Els Picapedra (1960), Winnie the Pooh (1966), Scooby-Doo (1969), Els Simpson (1987), South Park (1992) i Bob Esponja (1999).
Al principi, les pel·lícules de dibuixos animats eren bastant curtes. Quan una persona comprava una butlleta de cinema, veuria un programa de notícies, dos o tres dibuixos animats (en blanc i negre) i una pel·lícula. Walt Disney va tenir la idea enginyosa de contar una llarga història com un «dibuix animat». El primer que va fer va ser «La Blancaneu i els set nans» (1937). Les pel·lícules de dibuixos animats (anomenades «animacions») aviat es van convertir en un tipus popular d'entreteniment. En lloc de dibuixos animats fets a mà, pel·lícules d'animació modernes de vegades es creen utilitzant gràfics d'ordinador. S'inclouen en aquestes «Toy Story» (1995) i «Shrek» (2001).